# Bin Arus
Bin Arus (arab. بن عروس, fr. Ben Arous) – miasto w północno-wschodniej Tunezji, nad Zatoką Tuniską, w zespole miejskim Tunisu, ośrodek administracyjny gubernatorstwa Bin Arus. W 2014 roku liczyło około 88 tys. mieszkańców.

## Miasta partnerskie
- Saint-Étienne